# Mauro Giuliani
Mauro Giuseppe Sergio Pantaleo Giuliani (1781-1829) là nhà soạn nhạc, nghệ sĩ guitar, nghệ sĩ cello và ca sĩ người Ý. Giuliani là một trong số những nhân vật tiêu biểu của guitar nói riêng và âm nhạc nói chung thế kỷ XIX. Được ủng hộ tại Viên, ông trở thành người có tầm ảnh hưởng rất lớn. Ông mở ra những buổi hòa nhạc cho các nghệ sĩ guitar, làm cho guitar được biết đến khắp châu Âu. Ỗng cũng thường xuyên biểu diễn với một số nhạc công nổi tiếng thời kỳ này. Cùng với Anton Diabelli, Giuliani đã đưa guitar lên một tầm cao mới.

### Tiểu sử
Thomas F. Heck: Mauro Giuliani: a life for the guitar (GFA Refereed Monographs, 2): Published as an e-book (Kindle, ePub) by the Guitar Foundation of America, 2013. ISBN 978-0-ngày 96 tháng 1 năm 3602. Updates the author's 1995 monograph on Giuliani, cited below.
- Nicola Giuliani Lưu trữ ngày 11 tháng 8 năm 2011 tại Wayback Machine: Mauro Giuliani, Ascesa e declino del virtuoso della chitarra (Guitar virtuoso: his hearly life and final decline) Lưu trữ ngày 12 tháng 10 năm 2017 tại Wayback Machine 2005, ISBN 88-ngày 82 tháng 6 năm 7618
- Nicola Giuliani Lưu trữ ngày 11 tháng 8 năm 2011 tại Wayback Machine: La sesta corda. Vita narrata di Mauro Giuliani, Bari, Levante, 2008 ("La Puglia nei documenti", 12). ISBN 978-88-7949-495-3
- Thomas F. Heck: Mauro Giuliani: virtuoso guitarist and composer. Columbus: Editions Orphée, 1995. Reprinted in paperback 1997. Sold out in 2005; superseded by Mauro Giuliani: a Life for the Guitar (2013) cited above. (English) ISBN 0-936186-87-9 OCLC 32394767
- Nicola Giuliani Lưu trữ ngày 11 tháng 8 năm 2011 tại Wayback Machine: Omaggio a Mauro Giuliani: l'Orfeo della Puglia Type: Italian: Book Book Publisher: [S.l.: s.n.], 1999. OCLC: 45035045
- Marco Riboni: Mauro Giuliani (1782-1829): profilo biografico-critico ed analisi delle trascrizioni per chitarra Type: Italian: Book Book: Thesis/dissertation/manuscript Publisher: Anno accademico 1990-1991. OCLC: 32930581
- Marco Riboni: Mauro Giuliani (1781–1829): profilo biografico-critico ed analisi delle trascrizioni per chitarra Type: English: Book Book Publisher: [S.l.: s.n.], 1992. OCLC: 69237592
- Brian Jeffery: Introduction and indexes Type: English: Book Book Publisher: London: Tecla Editions, ©1988. OCLC: 24958769
- Filippo E Araniti: Nuove acquisizioni sull'opera e sulla vita di Mauro Giuliani: gli anni del soggiorno napoletano (1824–1829) Type: Italian: Book Book Publisher: Barletta-Trani: Regione Puglia-Assessorato Pubblica Istruzione, 1993. OCLC: 42716282
- Thomas F. Heck: "The birth of the classic guitar and its cultivation in Vienna, reflected in the career and compositions of Mauro Giuliani (d.1829)"; Biography in Vol. 1, Thematic catalogue of the complete works of Mauro Giuliani in Vol. 2. Type: English: Doctoral dissertation, Yale University, 1970.
- Brian Jeffery: Introductions and indexes to Mauro Giuliani: Complete Works. Type: English: Book Book.Publisher: Penderyn, South Wales: Tecla Editions, ©1988. OCLC: 52613698

### Nghiên cứu
- Yvonne Regina Chavez: The flute and guitar duos of Mauro Giuliani Book: Thesis/dissertation/manuscript Publisher: 1991. (English) OCLC: 24571012
- Roger West Hudson: The orchestration of the guitar concerto: a comparison of the Concerto in A major, op. 30, by Mauro Giuliani and the Concierto del sol by Manuel Ponce. Type: English: Book Book: Thesis/dissertation/manuscript. Publisher: 1992.OCLC: 31118635
- Heike Vajen Rossiniana no. 6 op. 124 by Mauro Giuliani.Type: German: Book Book. Publisher: Celle: Moeck, (1986). OCLC: 46051295
- Volker Höh: Sonata op. 15: Fingersatz by Mauro Giuliani. Type: Book Book Publisher: Celle: Moeck, 1989. OCLC: 46095695
- Horacio Ceballos: Sonata Op. 15 [Música] by Mauro Giuliani. Type: Spanish: Book Book. Publisher: Buenos Aires, Argentina: RICORDI, 1977. OCLC: 70134745
- Kurt L Schuster: Performing Joseph Haydn's Divertimento a quattro, opus 2, no. 2 and Mauro Giuliani's Grand sonata eroica, opus 150. Type: English: Book Book: Thesis/dissertation/manuscript. Publisher: 1989.: 20402277

### Trang nhạc
- Rischel & Birket-Smith's Collection of guitar music 1 Det Kongelige Bibliotek, Denmark
- Boije Collection Lưu trữ ngày 12 tháng 8 năm 2010 tại Wayback Machine The Music Library of Sweden
- George C. Krick Collection of Guitar Music Washington University
- GFA Archive
- maurogiuliani.free.fr
- creativeguitar.org Lưu trữ ngày 27 tháng 1 năm 2010 tại Wayback Machine (sheetmusic largely compiled from the above primary sources)
- Bản nhạc miễn phí bởi Mauro Giuliani tại Dự án Thư viện Bản nhạc Quốc tế (IMSLP)
- Free scores at the Mutopia Project

### Hình ảnh
- Image Lưu trữ ngày 13 tháng 7 năm 2015 tại Wayback Machine (www.beethoven-haus-bonn.de)
- Images (NYPL Digital Gallery)
- image (ref.)

Bản mẫu:Classical guitar